# Stephen Bishop
Stephen Bishop, (San Diego, 1951. november 14. –) amerikai énekes, gitáros, dalszerző, színész.

## Pályafutása
Stephen Bishop 1951. november 14-én született a kaliforniai San Diegóban. Amikor meglátta a The Beatles fellépését az Ed Sullivan Show-ban, eldöntötte hogy ő is erre a pályára lép. Középiskolás korában megalakította a Weeds nevű zenekart. A 60-as évek végén Los Angelesbe költözött. Hét év után végre szerződtette az ABC Records.
Bishopot 1976-ban Art Garfunkel fedezte fel, aki egy zenei kiadónál Chaka Khannak, Barbra Streisandnak és a The Four Topsnak írt akkoriban dalokat. Bishop bemutatkozó albuma aranylemez lett, és Grammy-díjra jelölték. A következő albuma, a „Bish” is siker lett. Bishop legnagyobb sikereit Stephen azzal érte el, hogy filmdalokat komponált: „The China Syndrome”, „Roadie”, „Summer Lovers”, „Tootsie”, „Unfaithfully Yours”, „Micki & Maude”, „The Money Pit”, „The Boy Who Could Fly”, „Heart & Souls”, „How to Deal” és „The Hitcher”. A „Separate Lives” főcímdalát különösen jól fogadták: Phil Collins és Marilyn Martin duettje Oscar-díjra jelölést kapott.
A Stephen Bishop dalait éneklő előadók között van Eric Clapton, Steve Perry, Kenny Loggins, Phoebe Snow, Johnny Mathis, Art Garfunkel, Stephanie Mills, David Crosby.
Bishopot John Landis rendező négy filmjében lehet látni kisebb szerepekben. Emlékezetesen maradt egy tréfás alakítása, amelyben egy idegesítő folkénekes, akinek az akusztikus gitárját John Belushi összetöri az „Animal House”-ban. Stephen énekelte ebben a végefőcím dalát is − „rémes” falzett-hangon.
Stephen Bishop manapság is felvesz albumokat, és világszerte fellép koncerteken.

## Albumok
- Careless (1976)
- Bish (1978)
- Red Cab to Manhattan (1980)
- Sleeping with Girls (1985; Asia only)
- Bowling in Paris (1989)
- Blue Guitars (1996)
- Happy Bishmas (2002, 2003)
- Yardwork (2002)
- The Demo Album 1 (2003)
- The Demo Album 2 (2003)
- Fear of Massage: Demo 3 (2003)
- Stephen Bishop Live at Duo Music Exchange (2006; Japan only)
- America & Friends: Live at the Ventura Theater (2007; Japan only)
- Saudade (2007)
- Romance in Rio (2008)
- Be Here Then (2014)
- Stephen Bishop Live (2014)
- Blueprint (2016)
- We'll Talk About It Later In The Car (2019)

## Dalok
- Aswad – On and On
- Eric Clapton – Holy Mother
- Phil Collins & Marilyn Martin – Separate Lives
- Jonathan Coulton – On and On
- David Crosby – Natalie
- Shelley Duvall – Tiny Pillow
- Yvonne Elliman – Sailing Ships
- Four Tops – Save It for a Rainy Day
- Frida – Tell Me It's Over
- Art Garfunkel: Looking for the Right One, The Same Old Tears on a New Background, Sail on a Rainbow, One Less Holiday, Slow Breakup, King of Tonga, If Love Takes You Away
- Patricia Kaas – When I Was in Love
- Leah Kunkel – A Fool at Heart, Under the Jamaican Moon
- Cheryl Ladd – Rock and Roll Slave
- Cleo Laine – One More Night
- Kenny Loggins – Give It Half a Chance
- Johnny Mathis – One More Night, Let Your Heart Remember
- Megon McDonough – Not the Same Woman
- Stephanie Mills – Give It Half a Chance
- Luciano Pavarotti – Holy Mother
- Steve Perry – Donna Please
- Kenny Rankin – On and On
- Helen Reddy – One More Night
- Rumer − Separate Lives
- Diane Schuur – Red Cab to Manhattan
- Phoebe Snow – Never Letting Go
- James Lee Stanley – Every Minute
- Barbra Streisand – One More Night